# Galin (cântăreț)
Galin Petrov Gocev (bulgară: Галин Петров Гочев; n. 12 martie 1991, Dobrici), cunoscut simplu Galin (bulgară: Галин), este un cântăreț bulgar de pop-folk. Este unul dintre cei mai populari cântăreți din țară, având până în prezent șase piese de number one în topurile din Bulgaria. Galin a semnat în 2011 cu Payner, casă de discuri din Bulgaria care i-a lansat și primul single, „Parvichen instinkt”, în colaborare cu Gergana. De-a lungul carierei, a reușit să-și creeze propriul stil muzical, combinând cântatul cu rapul în piesele sale și abordând o gamă largă de genuri, de la pop-folk și rap la R&B și rock.

## Discografie

### Single-uri
| An   | Titlu                                            | Poziții |
| An   | Titlu                                            | BGR     |
| ---- | ------------------------------------------------ | ------- |
| 2011 | „Parvichen instinkt” (feat. Gergana)             | —       |
| 2011 | „Da vladeesh mazh”                               | —       |
| 2012 | „Strelyai”                                       | —       |
| 2012 | „Sluchi se”                                      | —       |
| 2012 | „Vkusat ostava” (feat. Gergana)                  | —       |
| 2013 | „Nyama da boli”                                  | —       |
| 2013 | „Momche bez sartse”                              | —       |
| 2013 | „Kolko mnogo” (feat. Kristiana)                  | —       |
| 2014 | „Vse napred”                                     | —       |
| 2014 | „Mezhdu nas” (feat. Ani Hoang & Kristiana)       | —       |
| 2014 | „Samo za minuta” (feat. Kamelia)                 | —       |
| 2014 | „S mene da varvish” (feat. Dzhena)               | —       |
| 2015 | „Smenyam ti adresa”                              | —       |
| 2015 | „Kazhi mi da” (feat. Krisia D.)                  | 12      |
| 2015 | „Roklyata ti pada” (feat. Yanitsa)               | 8       |
| 2015 | „Barabanche” (feat. Boris Dali & Galena)         | 7       |
| 2015 | „Edin na broy”                                   | 6       |
| 2015 | „Parata ako hvana”                               | 1       |
| 2015 | „Az sam dyavolat” (feat. Anelia)                 | 2       |
| 2015 | „Koleda” (feat. Galena & Tsvetelina Yaneva)      | 26      |
| 2016 | „Neka da e tayno” (feat. Desi Slava)             | 1       |
| 2016 | „Shte ostana”                                    | 10      |
| 2016 | „Imala mama” (feat. Vanya Valkova & Izvor)       | —       |
| 2016 | „Gotina kola”                                    | 3       |
| 2016 | „Na Egypt faraona” (feat. Azis)                  | 1       |
| 2016 | „Da te byah zaryazala” (feat. Tsvetelina Yaneva) | 1       |
| 2016 | „Tsarya na kupona” (feat. Preslava)              | 1       |
| 2017 | „Nyama da me kupish” (feat. Yanitsa)             | 2       |
| 2017 | „5, 6, 7, 8” (feat. Emanuela)                    | 2       |
| 2017 | „Moyta dama”                                     | 4       |
| 2017 | „Noshtta garmi” (feat. Lorena)                   | 8       |
| 2017 | „#MeGusta”                                       | 1       |
| 2018 | „Texas Place” (feat. Adnan Beats & Dessita)      | 2       |

## Premii
| An   | Premii                   | Categorie                                | Lucrare            | Rezultat |
| ---- | ------------------------ | ---------------------------------------- | ------------------ | -------- |
| 2014 | Premiile Planeta TV      | Cea mai bună evoluție a unui artist      | El însuși          | Câștigat |
| 2014 | Premiile Planeta TV      | Prezență originală pe scenele cluburilor | El însuși          | Câștigat |
| 2014 | Premiile Folk Club Revue | Evoluția anului 2014                     | El însuși          | Câștigat |
| 2014 | Premiile Cotton Club     | Artistul anului                          | El însuși          | Câștigat |
| 2015 | Premiile Planeta TV      | Hitul disco al anului                    | „Parata ako hvana” | Câștigat |
| 2015 | Premiile Planeta TV      | Idolul muzical al anului (bărbați)       | El însuși          | Câștigat |
| 2015 | Premiile Folk Club Revue | Cel mai de succes tânăr artist           | El însuși          | Câștigat |
| 2015 | Premiile Live Music      | Cel mai bun artist                       | El însuși          | Câștigat |
| 2015 | Premiile Live Music      | Cel mai bun cântec                       | „Parata ako hvana” | Câștigat |